# 붐 오버처
붐 오버처(Boom Overture)는 붐 테크놀로지에서 개발 중인 초음속 여객기이다. 설계에 따라 마하 1.7(1,000노트, 1,800km/h, 1,100mph)로 이동할 수 있으며 구성에 따라 64~80명의 승객이 탑승할 수 있고 범위는 4,250nmi(7,870km, 4,890마일)이다. 오버처는 2029년에 도입될 예정이다. 회사는 500개의 실행 가능한 노선을 통해 비즈니스 클래스와 유사한 요금을 제공하는 최대 1,000대의 초음속 여객기 시장이 있을 수 있다고 주장한다. 항공기는 델타익 구성(콩코드와 유사)을 가질 계획이지만 복합 재료로 제작될 예정이다. 2022년에 공개된 재설계에 따라 건식(비애프터버닝) 35,000lbf(160kN) 터보팬 4개로 구동될 예정이다.

## 사양

### 일반적 특성
- 수용 인원: 64~80명
- 길이: 61m(201피트)
- 날개 길이: 18m(60피트)
- 최대 이륙 중량: 77,111kg(170,000lb)
- 동력 장치: 4 × Boom Symphony 중간 바이패스 터보팬, 각각 35,000lbf(160kN) 추력

### 성능
- 최대 속도: 975노트(1,122mph, 1,805km/h)
- 최대 속도: 마하 1.7
- 범위: 4,250nmi(4,890마일, 7,870km)
- 균형 잡힌 필드 길이: 3,048m(10,000피트)